# سری دیه
سرسو جفروا گونزاروا دیه (فرانسوی: Sereso Geoffroy Gonzaroua Dié‎؛ زاده ۷ نوامبر ۱۹۸۴) که با نام سری دیه شناخته می‌شود بازیکن فوتبال اهل ساحل عاج است که در پست هافبک دفاعی بازی می‌کند.
از باشگاه‌هایی که در آن بازی کرده‌است می‌توان به وفاق سطیف، سیون بازل و اشتوتگارت اشاره کرد.
وی همچنین در تیم ملی فوتبال ساحل عاج بازی کرده‌است.